# Jon Barrenetxea
Jon Barrenetxea (født 20. april 2000 i Gamiz-Fika) er en cykelrytter fra Spanien, der er på kontrakt hos Movistar Team.